# Serge Zoniaba
Serge Blaise Zoniaba – kongijski polityk, od 2016 do 2021 roku minister energetyki i gospodarki wodnej.

## Życiorys
Serge Blaise Zoniaba jest synem byłego kongijskiego ministra i pisarza Bernarda Zoniaby. 25 września 2012 roku został mianowany ministrem edukacji technicznej i zawodowej oraz zatrudnienia, stanowisko to pełnił do 10 sierpnia 2015 roku, kiedy to został mianowany ministrem ds. gruntów publicznych. Od 30 kwietnia 2016 roku jest ministrem energetyki i gospodarki wodnej.
Po utworzeniu nowego rządu, przez premiera Anatole Collinet Makosso, 15 maja 2021 roku nie został powołany do rady ministrów.